# Municipio de Scopus
El municipio de Scopus (en inglés: Scopus Township) es un municipio ubicado en el condado de Bollinger en el estado estadounidense de Misuri. En el año 2010 tenía una población de 1518 habitantes y una densidad poblacional de 9,37 personas por km².

## Geografía
El municipio de Scopus se encuentra ubicado en las coordenadas 37°26′3″N 89°55′50″O / 37.43417, -89.93056. Según la Oficina del Censo de los Estados Unidos, el municipio tiene una superficie total de 161.98 km², de la cual 161,75 km² corresponden a tierra firme y (0,14 %) 0,23 km² es agua.

## Demografía
Según el censo de 2010, había 1518 personas residiendo en el municipio de Scopus. La densidad de población era de 9,37 hab./km². De los 1518 habitantes, el municipio de Scopus estaba compuesto por el 98,68 % blancos, el 0,46 % eran afroamericanos, el 0,33 % eran amerindios, el 0,26 % eran asiáticos y el 0,26 % eran de una mezcla de razas. Del total de la población el 0,86 % eran hispanos o latinos de cualquier raza.